# Joseph Baer

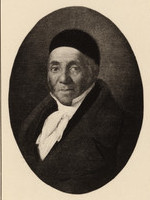
Joseph Abraham Baer

Joseph Abraham Baer (* 4. Dezember 1767 in Hanau; † 9. Januar 1851 in Frankfurt am Main) war ein deutscher Antiquar und Buchhändler und Begründer des nachmaligen Antiquariats Joseph Baer & Co.

## Leben
Joseph Abraham Baer war ein Sohn des Buchhausierers Abraham Baer aus Hanau, der in den Versteigerungsprotokollen der Bibliothek von Goethes Vater mehrfach als Käufer genannt wird. Er zog 1785 von Hanau nach Bockenheim bei Frankfurt und eröffnete ein Antiquariat in der Niederlage im Frankfurter Dominikanerkloster. Es war das erste deutsche Antiquariat und hatte seinen formalen Sitz im hanauischen Bockenheim, da Juden in der Reichsstadt Frankfurt keine Bürger werden und daher kein Unternehmen gründen durften. Durch Vermittlung einflussreicher Kunden konnte er sein Geschäft 1792 in die besser gelegene Steingasse in der östlichen Frankfurter Altstadt zwischen Töngesgasse und Schnurgasse verlegen.
1824 übergab er das Geschäft an seine Söhne Bernhard Joseph (1799–1864), der Prokurist wurde, Leopold Joseph (1805–1861) und Hermann Joseph (1811–1881). Bernhard Joseph wurde am 8. März 1834 Frankfurter Bürger und konnte damit offiziell am 23. April 1834 die Firma „Joseph Baer – Handlung und Spedition, verbunden mit antiquarischem Bücherlager“ eintragen lassen. Aus dieser entstand 1836 die Firma „Joseph Baer, Antiquariat, Buch- und Kunsthandlung“, in der seine Brüder Prokuristen wurden. Im Jahr 1841 übernahm Leopold Joseph Baer die Geschäftsleitung der Firma und baute sie zu einem der führenden Antiquariate Deutschlands und Europas aus.
Verheiratet war er mit Hanna, geb. Hanau (1773–1843).